# Alevi Kurdi
Alevica Zaza (Kurdi) (zovu ih i Kizilbašima) su skup plemena koji broji između 155 i 189 tisuća pripadnika nastanjenih u turskoj pokrajini Tunceli, dok ih u dijaspori živi još 5000 (Njemačka). Jezično oni pripadaju iranskoj skupini govornika, a uz materinski jezik kirmanjki kojim se međusobno sporazumijevaju u upotrebi su i turski, i to poglavito prilikom vjerskih obreda.
Alevice su muslimani, ali njihova religija u sebi sadrži mnoge elemente iz drugih religija i tradicija, pa ih sunitski muslimani smatraju hereticima odnosno krivovjernicima. Pretežno su seljaci u gorovitim krajevima Tuncelija, i u močvarnim predjelima blizu grada Maraša. Južni predjeli njihovog područja naseljavanja prekriveni su snijegom oko 6 mjeseci godišnje, a klima je kontinentalna.
Alevice žive od poljoprivrede i uzgoja stoke, a dio ovog naroda još prakticira polusjedilački način života. Nomadi migriraju s mjesta na mjesto, prateći svoja stada koza i ovaca koje tjeraju za ljetni mjeseci u planine, da bi se zimi vraćali u nizine.

## Poveznice
- Kurdi
- Zaza
- Aleviti

## Vanjske poveznice
- Joshua Project: Zaza-Alevica of Turkey
- Joshua Project: Zaza-Alevica (all countries)